# Leucothoidae
Leucothoidae är en familj av kräftdjur. Leucothoidae ingår i ordningen märlkräftor, klassen storkräftor, fylumet leddjur och riket djur. Enligt Catalogue of Life omfattar familjen Leucothoidae 21 arter. 
Kladogram enligt Catalogue of Life och Dyntaxa:
| Leucothoidae | \| \| Anamixis \| \| \| \| \| \| Leucothoe \| \| \| \| \| \| Leucothoides \| \| \| \| \| \| Paraleucothoe \| \| \| \| |
|              | \| \| Anamixis \| \| \| \| \| \| Leucothoe \| \| \| \| \| \| Leucothoides \| \| \| \| \| \| Paraleucothoe \| \| \| \| |
|              | Anamixis |
|              | |
|              | Leucothoe |
|              | |
|              | Leucothoides |
|              | |
|              | Paraleucothoe |
|              | |

## Bildgalleri

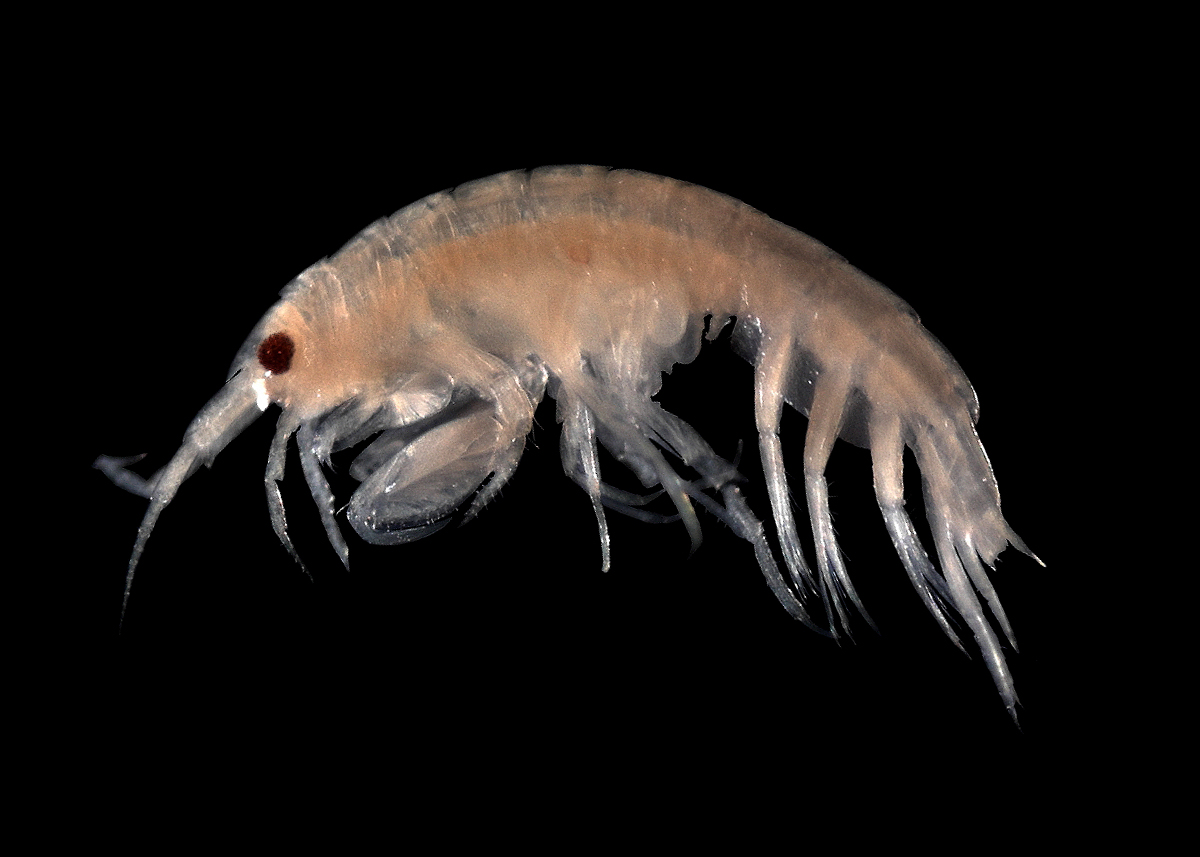